# عاشقش باش متنفرش نباش
«عاشقش باش متنفرش نباش» (به انگلیسی: Love Don't Hate It) ترانه‌ای از هنرمند هلندی دانکن لورنس است که در ۲۳ اکتبر ۲۰۱۹ منتشر شد. این دومین ترانه وی بعد از آرکاد (ترانه) است. آرکاد برنده مسابقه آواز یوروویژن ۲۰۱۹ شد.